# Los caminos a Roma
Los caminos a Roma es una novela del escritor colombiano Fernando Vallejo donde relata su viaje a Roma cuando fue a estudiar dirección de cine en Cinecittà (Vallejo llegó a dirigir tres películas en México: Crónica Roja, En la Tormenta y Barrio de Campeones)
Es el tercer volumen de la obra autobiógráfica El río del tiempo. En el relato de Los caminos a Roma la insatisfacción y la rebeldía terminan en el distanciamiento vital y espacial: vital, dado que Vallejo cuenta lo que ve mediante el que vive y el que cuenta; espacial, dado que escoge el viaje: irse a Roma para contar a través del cine.

## Sinopsis
Los caminos a Roma relata la historia de la promesa del descubrimiento del otro lado del mundo. Pero con el viaje, más que el hallazgo de otro mundo —el mundo—, lo que el autor descubre es que no hay lugar distinto del suyo, Colombia, del que no hay escape posible.

### Encuentro con los judíos sefarditas
En la residencia donde habitaba Vallejo, llegan unos judíos que le recuerdan el español antiguo: una niña dulce le habla en judeo-español:

Hablábamos en español. Yo en mi español actual, sin alma; ella en un español extraño, arcaico. Me hablaba de vos, pero no era el vos de Antioquia que vos y tú, ni era el vos mayestático. Era un vos que nunca antes había oído. Suyo, sólo suyo. ¡El vos que usó Castilla cuando su lengua no conocía el usted! "Vos he visto llegar" (...) No decía los muchachos, decía los mancebos. ¿Los mancebicos, dijo? ¿Los mancebiellos? (...) y oía las eses y la ce con cedilla que nadie que viva ha oído en mi idioma. Yo, sólo yo (...) Déjame revivir un instante el instante. Déjame oírte, recobrarte, recobrarme en el común origen, el viejo idioma mío, mío y tuyo, que he olvidado.
—Fernando Vallejo: El río del tiempo: "Los caminos a roma" (páginas 355-356)

## Temas

### Abismo entre el presente y el pasado
A lo largo de la novela, Vallejo invoca el abismo inevitable, innegable e irreductible entre el presente y el pasado:

"Ya va a salir, ya va a salir. Y salió: por una ventanita del ala izquierda, o un balconcito de la derecha, ya no recuerdo, de blanco y púrpura, con bata y tiera y manto, travestido, la papisa Pabla o la papisa Juana, a bendecir el aire con la mano suelta, urbi et orbi(...) Parte el trencito veloz, el tren de los recuerdos.
—Fernando Vallejo: El río del tiempo: "Los caminos a roma" (páginas 341-342)

### La denuncia
En Los caminos a Roma Vallejo consolida sus diatribas contra aquellos que detentan el poder desde lo alto:

Alta, enorme, ante su servidor arrobado, se alzaba la cúpula de San Pedro coronando la basílica, la plaza, los jardines, los museos, las capillas, la ciudadela suprema que erigiera sobre la humildad de Cristo la soberbia de los papas.
—Fernando Vallejo: El río del tiempo: "Los caminos a roma" (páginas 341-342)

### Desesperanza y anatemas
Palabrería. Marihuanadas. El amor es una gonorrea del alma.
—Fernando Vallejo: El río del tiempo: "Los caminos a roma" (página 357)

## Ediciones

### 1988
La novela apareció publicada por primera vez en México en 1988 por la  Editorial Santillana. 

### 2002
Una segunda edición en 2002 fue realizada por Alfaguara (del mismo grupo editorial que publicó la primera) en un volumen integral de El río del tiempo.
- Primera reimpresión de la segunda edición, marzo de 2003.
- Segunda reimpresión de la segunda edición, septiembre de 2004.

### 2004
Con un diseño de proyecto de Enric Satué y diseño de cubierta de José Méndez, Los caminos a Roma reaparece en septiembre de 2004 terminada de imprimir en los talleres gráficos de Editorial Nomos S.A en Bogotá, Colombia.
- Datos: Q5980678